# Elke Kleinau
Elke Kleinau (* 1954 in Gütersloh) ist eine deutsche Erziehungswissenschaftlerin und Hochschullehrerin.

## Leben
Kleinau studierte Pädagogik, Soziologie und Psychologie an der Universität Bielefeld und schloss das Studium 1979 als Diplom-Pädagogin ab. 1985 promovierte sie zum Dr. phil. 1994 erfolgte die Habilitation mit der venia legendi für Allgemeine Pädagogik mit dem Schwerpunkt Historische Pädagogik. Nach verschiedenen Gast- und Vertretungsprofessuren war Kleinau von 2002 bis 2023 Professorin für Historische Bildungsforschung, mit dem Schwerpunkt Gender History an der Universität zu Köln.
1992 erhielt Kleinau den Förderpreis der Deutschen Gesellschaft für Erziehungswissenschaft (DGfE), 2011 den Jenny Gusyk-Preis der Gleichstellungsbeauftragten für gleichstellungsfördernde Strukturmaßnahmen an der Universität zu Köln (gemeinsam mit Susanne Völker und Claudia Nikodem) sowie 2017 den Universitätspreis der Universität zu Köln im Bereich „Forschung“. Sie ist Mitglied der Sektion für Frauen- und Geschlechterforschung und der Sektion für Historische Bildungsforschung der DGfE. Seit 2018 ist sie im Vorstand der DGfE aktiv und verantwortet u. a. die Aufarbeitung des Umgangs der DGfE mit sexualisierter Gewalt an Kindern und Jugendlichen in pädagogischen Kontexten. Bis 2020 war sie Mitherausgeberin der Reihe Historische Bildungsforschung im Böhlau-Verlag, seit 2021 ist sie Mitherausgeberin der Reihe Studien zur Bildungs- und Kulturgeschichte/Studies in the History of Education and Culture im Verlag De Gruyter Oldenbourg. Kleinaus Forschungsschwerpunkte liegen  in den Bereichen der Historischen Bildungsforschung, insbesondere der Geschichte des höheren Mädchenschulwesens und der Lehrerinnenbildung im 19. und frühen 20. Jahrhunderts, Geschichte von Children Born of War in Nachkriegsdeutschland, Kolonialliteratur für Kinder und Jugendliche sowie der Reiseliteratur- und Biografieforschung.

## Schriften (Auswahl)
- Die freie Frau. Soziale Utopien des frühen 19. Jahrhunderts, Schwann, Düsseldorf 1987, ISBN 978-3-590-18060-4.
- zusammen mit Claudia Opitz (Hrsg.): Geschichte der Mädchen- und Frauenbildung, Bd. 1: Vom Mittelalter bis zur Aufklärung, Campus, Frankfurt a. M./New York 1996, ISBN 3-593-35412-8. Bd. 2: Vom Vormärz bis zur Gegenwart, Campus, Frankfurt a. M./New York 1996, ISBN 3-593-35413-6.
- Bildung und Geschlecht. Eine Sozialgeschichte des höheren Mädchenschulwesens in Deutschland vom Vormärz bis zum Dritten Reich (Zugl.: Bielefeld, Univ., Habil.-Schr., 1994), Deutscher Studien-Verlag, Weinheim, 1997, ISBN 978-3-89271-717-1.
- mit Wolfgang Gippert und Petra Götte (Hrsg.): Transkulturalität. Gender- und bildungshistorische Perspektiven, transcript, Bielefeld 2008 ISBN 978-3-89942-979-4.
- mit Wolfgang Gippert: Bildungsreisende und Arbeitsmigrantinnen. Auslandserfahrungen deutscher Lehrerinnen zwischen nationaler und internationaler Orientierung (1850–1920), Böhlau, Köln/Weimar/Wien 2014, ISBN 978-3-412-22248-2.
- mit Barbara Rendtorff und Birgitt Riegraf: Bildung – Geschlecht – Gesellschaft. Eine Einführung, Beltz, Weinheim/Basel 2016, ISBN 978-3-407-25743-7.
- mit Ingvill C. Mochmann (Hrsg.): Kinder des Zweiten Weltkrieges. Stigmatisierung, Ausgrenzung, Bewältigungsstrategien, Campus, Frankfurt a. M./New York 2016, ISBN 978-3-593-50569-5.
- mit Lilli Riettiens (Hrsg.): Views on Europe. Gender Historical and Postcolonial Perspektives on Journeys, De Gruyter Oldenbourg, Boston/Berlin 2022, ISBN 3-11-073878-3.
- mit Julia Siemoneit und Karla Verlinden (Hrsg.): Sexualität, sexuelle Bildung und Heterogenität im erziehungswissenschaftlichen Diskurs, Beltz Juventa, Weinheim/Basel 2023, ISBN 978-3-7799-6712-5.
- mit Baard Herman Borge und Ingvill Constanze Ødegaard (Hrsg.): Children and Youth at Risk in Times of Transition. International and Interdisciplinary Perspectives, De Gruyter Oldenbourg, Berlin/Boston 2024, ISBN 978-3-11-100963-6.
- mit Meike Sophia Baader (Hrsg.): Denker*innen und Impulsgeber*innen der erziehungswissenschaftlichen Frauen- und Geschlechterforschung, Beltz Juventa, Weinheim/Basel 2025, ISBN 978-3-7799-8840-3.